# Hemvist
Hemvist är för en fysisk person vanligtvis den ort där vederbörande är folkbokförd. En person kan dock ha olika hemvister beroende på sammanhang; den skatterättsliga hemvisten kan exempelvis vara på en annan plats än där personen är folkbokförd.

## Hemvistens betydelse
Hemvisten har betydelse i rättegångar eftersom "laga domstol i tvistemål i allmänhet" är tingsrätten i den ort, där svaranden har sitt hemvist. Är svaranden folkbokförd i Sverige anses som hans hemvist den ort där han var folkbokförd den 1 november föregående år.
Hemvisten avgör också i vilken kommun personen har rösträtt i kommunalval och regionval.
För bolag, förening eller annat samfund, stiftelse eller annan sådan inrättning gäller som hemvist den ort, där styrelsen har sitt säte eller, om säte för styrelsen ej är bestämt eller styrelse inte finns, där förvaltningen föres. Samma sak gäller kommun eller annan sådan menighet.
Laga domstol i brottmål är enligt huvudregeln i 19 kap. 1 § rättegångsbalken rätten i den ort, där brottet förövades. Hemvisten kan även i brottmål få betydelse enligt 19 kap. 1 § 3:e stycket rättegångsbalken nämligen om det inte kan utredas var brottet förövades eftersom åtal då kan väckas där den misstänkte har sitt hemvist.
Hemvist har även betydelse vid ansökan om svenskt medborgarskap (naturalisation) enligt 7, 8, 9 eller 11 § lagen (2001:82) om svenskt medborgarskap.
Hemvistbegreppet har också avgörande betydelse när det gäller att bestämma i vilken kommun eller – vid internationell beskattning – i vilken  stat beskattning ska ske. Enligt nordiska skatteavtalet ska den skatterättsliga hemvisten fastställas enligt artikel 4.

## Fotnoter
1. ↑  ”Hemvist”. Skatteverket. http://www.skatteverket.se/funktioner/ordforklaringar/ordforklaringskatteverketdeklarera/hemvist.5.deeebd104898a3a9c80003253.html. Läst 13 april 2021.
2. ↑  6 § Folkbokföringslagen (1991:481)
3. ↑  1 kap. 7 § Kommunallagen (2017:725)
4. ↑  1 kap. 8 § Kommunallagen (2017:725)
5. ↑  10 kap. Rättegångsbalken (1942:740)
6. ↑  19 kap. Rättegångsbalken (1942:740)
7. ↑  19 kap. 1 § 3 stycket Rättegångsbalken (1942:740)
8. ↑  7, 8, 9 och 11 §§ Lag (2001:82) om svenskt medborgarskap
9. ↑  bilaga 1 artikel 4 Lag (1996:1512) om dubbelbeskattningsavtal mellan de nordiska länderna